# Linda Klimovičová
Linda Klimovičová (sinh ngày 18 tháng 6 năm 2004) là nữ vận động viên quần vợt người Cộng hòa Séc.
Cô có thứ hạng cao nhất trên bảng xếp hạng trẻ kết hợp là thứ 31, đạt được vào ngày 25 tháng 10 năm 2021.
Klimovičová ra mắt nhánh đấu chính của WTA Tour tại Prague Open 2021, nơi cô nhận được ký tự đại diện tham gia nội dung đôi.

## Kết quả tại các giải đấu

### Grand Slam trẻ - Đơn
- Giải quần vợt Úc Mở rộng: –
- Giải quần vợt Roland-Garros: Vòng 1 (2022)
- Giải Vô địch Wimbledon: Bán kết (2022)
- Giải quần vợt Mỹ Mở rộng: Vòng 1 (2021)

### Grand Slam trẻ - Đôi
- Giải quần vợt Úc Mở rộng: –
- Giải quần vợt Roland-Garros: Vòng 2 (2022)
- Giải Vô địch Wimbledon: Tứ kết (2022)
- Giải quần vợt Mỹ Mở rộng: Vòng 2 (2021)

## Thống kê sự nghiệp
| VĐ | CK | BK | TK | V# | RR | Q# | A |  | Z# | PO | G | F-S | SF-B | NMS | NH |

Chỉ những kết quả bốc thăm chính trong WTA Tour, các giải Grand Slam, Fed Cup/Billie Jean King Cup và Thế vận hội Olympic mới được tính vào thành tích thắng-thua.

### Đôi
Tính đến Giải quần vợt Úc Mở rộng 2023.
| Giải đấu                    | 2021 | 2022 | 2023 | SR                     | T–B                    | % thắng                |
| --------------------------- | ---- | ---- | ---- | ---------------------- | ---------------------- | ---------------------- |
| Grand Slam                  |      |      |      |                        |                        |                        |
| Giải quần vợt Úc Mở rộng    | A    | A    | A    | 0 / 0                  | 0–0                    | –                      |
| Giải quần vợt Roland-Garros | A    | A    |      | 0 / 0                  | 0–0                    | –                      |
| Wimbledon                   | A    | A    |      | 0 / 0                  | 0–0                    | –                      |
| Giải quần vợt Mỹ Mở rộng    | A    | A    |      | 0 / 0                  | 0–0                    | –                      |
| T-B                         | 0–0  | 0–0  | 0–0  | 0 / 0                  | 0–0                    | –                      |
| Thống kê sự nghiệp          |      |      |      |                        |                        |                        |
| Giải đấu                    | 1    | 0    | 0    | Tổng cộng sự nghiệp: 1 | Tổng cộng sự nghiệp: 1 | Tổng cộng sự nghiệp: 1 |
| T-B                         | 0–1  | 0–0  | 0–0  | 0 / 1                  | 0–1                    | 0%                     |

## Chung kết ITF Circuit

### Đơn: 2 (1 danh hiệu, 1 á quân)
| Chú thích                 |
| ------------------------- |
| $100,000 tournaments      |
| $80,000 tournaments       |
| $60,000 tournaments       |
| $40,000 tournaments       |
| $25,000 tournaments       |
| $15,000 tournaments (1–1) |

| Chung kết theo mặt sân |
| ---------------------- |
| Cứng (1–0)             |
| Đất nện (0–1)          |
| Cỏ (0–0)               |
| Thảm (0–0)             |

| Kết quả | T–B | Thời gian        | Giải đấu                    | Cấp độ | Mặt sân | Đối thủ               | Tỷ số              |
| ------- | --- | ---------------- | --------------------------- | ------ | ------- | --------------------- | ------------------ |
| Á quân  | 0–1 | Tháng 8 năm 2022 | ITF Bydgoszcz, Ba Lan       | 15,000 | Đất nện | Valeriia Olianovskaia | 3–6, 1–6           |
| Vô địch | 1–1 | Tháng 2 năm 2023 | ITF Sharm El Sheikh, Ai Cập | 15,000 | Cứng    | Katarína Kužmová      | 7–5, 6–7(3–7), 6–2 |

### Đôi: 3 (1 danh hiệu, 2 á quân)
| Chú thích                 |
| ------------------------- |
| $100,000 tournaments      |
| $80,000 tournaments       |
| $60,000 tournaments (0–1) |
| $40,000 tournaments       |
| $25,000 tournaments (0–1) |
| $15,000 tournaments (1–0) |

| Chung kết theo mặt sân |
| ---------------------- |
| Cứng (1–0)             |
| Đất nện (0–1)          |
| Cỏ (0–0)               |
| Thảm (0–1)             |

| Kết quả | T–B | Thời gian         | Giải đấu                             | Cấp độ | Mặt sân  | Người đánh cặp   | Đối thủ                         | Tỷ số    |
| ------- | --- | ----------------- | ------------------------------------ | ------ | -------- | ---------------- | ------------------------------- | -------- |
| Á quân  | 0–1 | Tháng 12 năm 2021 | ITF Jablonec nad Nisou, Cộng hòa Séc | 25,000 | Thảm (i) | Lucie Havlíčková | Maja Chwalińska Katherine Sebov | 5–7, 4–6 |
| Vô địch | 1–1 | Tháng 4 năm 2022  | ITF Sharm El Sheikh, Ai Cập          | 15,000 | Cứng     | Dominika Šalková | Mei Hasegawa Saki Imamura       | 6–1, 6–4 |
| Á quân  | 1–2 | Tháng 9 năm 2022  | ITF Prague Open, Cộng hòa Séc        | 60,000 | Đất nện  | Dominika Šalková | Elixane Lechemia Julia Lohoff   | 5–7, 5–7 |

## Chung kết trẻ

### Chung kết ITF

#### Đơn: 11 (3 danh hiệu, 8 á quân)
| Chú thích          |
| ------------------ |
| Grade A (0–0)      |
| Grade 1 / B1 (2–1) |
| Grade 2 (0–2)      |
| Grade 3 (1–2)      |
| Grade 4 (0–3)      |
| Grade 5 (0–0)      |

| Kết quả | T–B | Thời gian         | Giải đấu                             | Cấp độ  | Mặt sân | Đối thủ            | Tỷ số              |
| ------- | --- | ----------------- | ------------------------------------ | ------- | ------- | ------------------ | ------------------ |
| Á quân  | 0–1 | Tháng 1 năm 2019  | ITF Praha, Czech Republic            | Grade 4 | Cứng    | Dominika Šalková   | 2–6, 4–6           |
| Á quân  | 0–2 | Tháng 7 năm 2019  | ITF Wels, Áo                         | Grade 4 | Đất nện | Bianca Behulova    | 1–6, 2–6           |
| Á quân  | 0–3 | Tháng 3 năm 2020  | ITF Trnava, Slovakia                 | Grade 3 | Cứng    | Radka Zelnickova   | 4–6, 7–6(7–5), 4–6 |
| Á quân  | 0–4 | Tháng 9 năm 2020  | ITF Plzeň, Cộng hòa Séc              | Grade 2 | Đất nện | Tereza Valentova   | 2–6, 3–6           |
| Á quân  | 0–5 | Tháng 10 năm 2020 | ITF Véska, Cộng hòa Séc              | Grade 4 | Đất nện | Julie Štruplová    | 6–2, 6–7(6–8), 2–6 |
| Vô địch | 1–5 | Tháng 10 năm 2020 | ITF Istanbul, Thổ Nhĩ Kỳ             | Grade 3 | Cứng    | Lola Radivojević   | 5–7, 6–0, 6–1      |
| Á quân  | 1–6 | Tháng 10 năm 2020 | ITF Istanbul, Thổ Nhĩ Kỳ             | Grade 3 | Cứng    | Brenda Fruhvirtová | 2–6, 0–6           |
| Á quân  | 1–7 | Tháng 2 năm 2021  | ITF Šiauliai, Litva                  | Grade 2 | Cứng    | Tatiana Prozorova  | 3–6, 3–6           |
| Á quân  | 1–8 | Tháng 7 năm 2021  | ITF Roehampton, Vương quốc Anh       | Grade 1 | Cỏ      | Linda Fruhvirtová  | 6–4, 2–6, 3–6      |
| Vô địch | 2–8 | Tháng 10 năm 2021 | ITF Sanxenxo, Tây Ban Nha            | Grade 1 | Cứng    | Mirra Andreeva     | 6–1, 6–2           |
| Vô địch | 3–8 | Tháng 1 năm 2022  | ITF Svyatopetrivske village, Ukraina | Grade 1 | Cứng    | Kristyna Tomajkova | 6–2, 3–1 ret.      |

#### Đôi: 6 (2 danh hiệu, 4 á quân)
| Chú thích          |
| ------------------ |
| Grade A (0–0)      |
| Grade 1 / B1 (0–1) |
| Grade 2 (2–1)      |
| Grade 3 (0–1)      |
| Grade 4 (0–0)      |
| Grade 5 (0–1)      |

| Kết quả | T–B | Thời gian         | Giải đấu                  | Cấp độ  | Mặt sân | Người đánh cặp     | Đối thủ                             | Tỷ số             |
| ------- | --- | ----------------- | ------------------------- | ------- | ------- | ------------------ | ----------------------------------- | ----------------- |
| Á quân  | 0–1 | Tháng 1 năm 2019  | ITF Arlon, Bỉ             | Grade 5 | Thảm    | Andrea Nova        | Victoria Borodulina Tara Würth      | 2–6, 3–6          |
| Vô địch | 1–1 | Tháng 9 năm 2020  | ITF Plzeň, Cộng hòa Séc   | Grade 2 | Đất nện | Dominika Šalková   | Alina Granwehr Laura Isabel Putz    | 6–4, 6–3          |
| Á quân  | 1–2 | Tháng 10 năm 2020 | ITF Istanbul, Thổ Nhĩ Kỳ  | Grade 3 | Cứng    | Lola Radivojević   | Anastasiia Gureva Elena Pridankina  | 1–6, 3–6          |
| Á quân  | 1–3 | Tháng 5 năm 2021  | ITF Oberpullendorf, Áo    | Grade 2 | Đất nện | Brenda Fruhvirtová | Anaelle Leclercq Erika Matsuda      | 3–6, 1–6          |
| Vô địch | 2–3 | Tháng 5 năm 2021  | ITF Tribuswinkel, Áo      | Grade 2 | Đất nện | Lucie Havlíčková   | Tilwith Di Girolami Amelie Van Impe | 6–4, 2–6, [18–16] |
| Á quân  | 2–4 | Tháng 10 năm 2021 | ITF Sanxenxo, Tây Ban Nha | Grade 1 | Cứng    | Anca Alexia Todoni | Mirra Andreeva Hanne Vandewinkel    | 4–6, 3–6          |